# Daniel Maffei
Daniel Maffei (San Nicolás, 20 de octubre de 1959) es un entrenador argentino de basquetbol, deporte que practicó previamente de forma semi-profesional. Su profesión lo ha visto trabajar en más de una docena de países, convirtiéndolo en lo que se podría denominar un “trotamundos”. Entre sus logros, se destacan varios ascensos de categoría (incluyendo dos títulos de campeón del TNA argentino) y campeonatos ganados en México y Arabia Saudita. Sus equipos se caracterizan por una férrea disciplina defensiva.
2023 toma las riendas de los reales de la Vega en la LNB de República Dominicana, consiguiendo salir campeón de punta a punta de dicha competencia

## Biografía y vida personal
También conocido como El Loro, Maffei compitió regionalmente integrando -entre otros- los equipos de básquetbol de los clubes Belgrano y SOMISA de la ciudad bonaerense en que nació. En este último terminó su carrera como jugador. Es graduado de la Universidad Nacional de Rosario, donde estudió y finalizó las carreras de Contador Público y Administración. Es padre de seis hijos, como fruto de su fallida relación con Mónica (engendró a Ornela y Valentino) y su actual matrimonio con Claudia (que le dio a Carla, Nicolás, Ignacio y Renzo). Ha vivido durante muchos años en una casa frente a la sede social del Club Belgrano, la institución de sus amores.

## Carrera

### Belgrano de San Nicolás
Daniel Maffei enseñaba basquetbol a jóvenes en el club Belgrano de San Nicolás cuando la dirigencia del club le ofreció estar al frente del nuevo proyecto de un equipo de mayores que competiría en el Torneo Provincial de Clubes de 1989, categoría amateur básica en el esquema vigente en aquel entonces. Tras quince victorias y cinco derrotas, se obtuvo el ascenso a la Liga C y, en esa misma primera temporada en la divisional, ganó también la competencia (y el consecuente ascenso a la Liga B), doblegando a los marplatenses del club Kimberley en el duelo final. Algunos nombres de aquella gesta encabezada por Maffei: Martin, Gallo, Armelini, Maya, Tarico, Zachary Cooper y Lattanzio.
Tras un par de temporadas compitiendo en la Liga B, llegaría en 1993 una remodelación del sistema liguero del básquet argentino que crearía el Torneo Nacional de Ascenso como una segunda división de competencia nacional, por lo que esto fue un virtual ascenso tanto para Belgrano como para otros tantos equipos. Siempre a las órdenes de Maffei, el cuadro nicoleño se convertiría en un equipo sólido de dicha nueva divisional (en 1995-96 lograba el octavo puesto), hasta confirmar el buen trabajo con la obtención del campeonato en la temporada 1996-97, que llegó en Rosario tras una recordada serie final contra Newell's Old Boys (3-0).
Belgrano comenzó su primera temporada en Liga Nacional con las dificultades esperadas: se vio obligado a tener su localía durante gran parte del torneo en la vecina ciudad de Villa Ramallo (hasta que fue habilitado el gimnasio Fortunato Bonelli de la calle Pellegrini nicoleña), y no consiguió conformar una dupla de extranjeros viable (deportiva y económicamente) sino casi hasta el final de la fase regular. Estas condiciones, sumadas a la irregularidad propia de un equipo con muchos jóvenes (Pablo Prigioni, entre otros) y armado con el menor presupuesto de la Liga Nacional de Básquet, lo condenaron a terminar jugando por la permanencia pese a haber realizado una excelente primera fase en la que estuvo a punto de entrar al grupo A1. En un cruce decisivo, Belgrano se repuso de varias derrotas consecutivas que venía sumando y se quedó con la serie que lo enfrentó con Quilmes de Mar del Plata por un global de 3-1. Esa victoria condenaba a los marplatenses al descenso y le otorgaba la chance a Belgrano de disputar una reválida de repechaje contra Siderca de Campana, que había perdido la final del TNA de ese año. Un triunfo 3-0 en el global para Belgrano le valió la permanencia.
La siguiente temporada 1998-99 vio a los de Maffei nuevamente quedarse a un paso de disputar el grupo A1 pero a la vez tener un buen rendimiento en la A2, obteniendo el derecho de jugar en la reclasificación contra Obras Sanitarias por un lugar en el cuadro final de la competencia. Los porteños se quedarían con la serie 3-0 y, nuevamente, Belgrano debió disputar la permanencia aunque en esta oportunidad resolvió rápido su destino al derrotar 3-2 a Olimpia de Venado Tuerto, conservando así la categoría. Una oferta del club Libertad de Sunchales para dirigir a los santafesinos en la siguiente temporada de la LNB pondría final a diez años consecutivos de Maffei entrenando a Belgrano.

### Libertad de Sunchales y Andino de La Rioja
Los tigres de Sunchales venían de ascender la temporada pasada y la idea era armar un equipo competitivo, por lo que se permitieron invertir en el fichaje del talentoso base Facundo Sucatzky y el experimentado Claudio Farabello. En una temporada extraña, que incluyó rencillas internas, lesiones al por mayor y extranjeros que no cumplieron con su papel, Libertad ingresó con lo justo en el Grupo A1, después de ganar 18 partidos y perder 12. En ese grupo de élite, las cosas empeoraron y apenas pudo ganar 4 de los 14 encuentros y terminó en el 7.º lugar, lo que obligó a los de Maffei a jugar la reclasificación. El rival fue Ferro y el triunfo global 3-0 parecía ser alentador aunque, contra Peñarol en los cuartos de final, la serie comenzó mal, 0-2 incluyendo una derrota por paliza (40 puntos) en el primer cotejo. Una dura discusión interna, con reproches hacia el plantel, llevaría la relación de Maffei con Facundo Sucatzky a un punto de no retorno, pero pareció servir para tocar el orgullo de los jugadores que consumaron una reacción sin precedentes al superar por 25 puntos a los marplatenses ya en Sunchales. 
Con un estilo de juego veloz y alta eficacia en los triples, Libertad revirtió la serie y dejó en el camino a uno de los favoritos, nada más ni nada menos que en el Polideportivo marplatense y frente a 4000 hinchas de Peñarol. Un golpe anímico ideal para suavizar el golpe que representaría no contar con Terrell Baker para las semifinales frente a Quilmes ya que, lesionado, se fue a los Estados Unidos para operarse una rodilla. Los santafecinos ganaron los dos partidos como locales. Pero el tercero, en Mar del Plata, lo perdieron y se lesionó otro extranjero: Evric Gray (rotura de ligamentos en la rodilla derecha). Pese al infortunio, Libertad se esforzó al máximo para ganar el cuarto juego y clasificarse finalista. Estudiantes de Olavarría había superado a Boca Juniors en la otra semifinal y sería el rival. Pese a lograr una valiosa victoria de visitante, los de Maffei no pudieron hacerse fuertes como locales ante un equipo plagado de figuras, y la serie terminaría 4-1 en favor de Estudiantes. A pesar de haber comandado una campaña histórica para el deporte de la ciudad, Maffei debió marcharse ya que la dirigencia optó por calmar a sus estrellas no renovando el contrato del entrenador: antes que arriesgarse a sostener un clima de discordia en el vesturario, optaron por cambiar DT. Maffei fue convocado al poco tiempo por el club Andino, de La Rioja, pero solo dirigió allí menos de cinco meses  antes de iniciar acciones legales contra el club y renunciar por falta de pago.

### Primera experiencia en el exterior
El panorama llevó a Maffei a pensar que lo mejor sería probar suerte en el extranjero. Tras un breve paso sin pena ni gloria en el banquillo de Toros de Aragua (Venezuela), se marchó a México para dirigir a Fuerza Regia de Monterrey, que jugaría su segunda temporada en la LNBP mexicana. Se conformó un duro equipo, que se quedó con el primer lugar de su zona en la fase regular y alcanzó luego las semifinales, donde cayeron frente al campeón. Previamente, Fuerza Regia chocó en los playoffs con la Ola Roja del Distrito Federal, y los monteregianos se impusieron con autoridad. La dirigencia del rival capitalino, ni bien se consumó su eliminación, supo que quería a Maffei en el banquillo de su equipo y así procedieron, contratando al Loro para la temporada 2003. Maffei no les falló y cumplió el objetivo fijado por sus nuevos patrones: alcanzar la final, pese a completar una fase regular ídem (5.º lugar, 18-15). Para su pesar, no pudo campeonar ya que Panteras de Aguascalientes le arrebató el título ganando la serie final 4-2 con un último juego en que se impuso como visitante.
La temporada 2004 encontraría a Maffei al frente de los Lobos de la Universidad Autónoma de Coahuila, de la ciudad de Saltillo. Un equipo que tuvo a Jason Mc Coutcheon, Alonso Izaguirre y Víctor Mariscal como jugadores destacados a lo largo de la temporada, y que hizo una primera fase aceptable: quedando en cuarto lugar de la Zona Norte (récord 24-16) y de esa forma clasificando a la Copa Independencia, que agrupaba a los ocho mejores, y se disputaría en la ciudad de Aguascalientes. Allí los de Maffei levantaron el trofeo de campeón, luego de derrotar en la final a los Lechugueros de León. La suerte para los Lobos no sería la misma en los playoffs de la liga: quedaron en el camino rápidamente, pero ya sin Maffei, que había sido apuntado por la Federación Panameña de Baloncesto para dirigir al seleccionado nacional de Panamá durante la disputa en julio del campeonato continental Centrobasket. Pese a que fue complicado reunir en el equipo a todos los seleccionables que jugaban en el exterior, la selección Panameña concretó una buena actuación en el torneo (disputado en República Dominicana), obteniendo la medalla de bronce por su tercer puesto -arrebatado a México por 98-89- y un boleto para disputar el Torneo Premundial.
Ante la indefinición de los directivos panameños para prorrogar su contrato, los agentes del Loro le negociaron un desembarco en la segunda división española, para entrenar al Aguas de Calpe (equipo que se encontraba en puestos de descenso cuando transcurría la jornada 20). Una cadena de cuestiones extradeportivas se sucedió cuando, primero, la Federación Española se negó a habilitarlo para dirigir al equipo por una aparente falta de los pergaminos requeridos para un entrenador extranjero y luego los directivos de Panamá lo convocaron para dirigir a la selección en el Premundial, hecho que disgustó a los directivos de Calpe que pretendían que Maffei estuvera disponible full time. Sus autoridades decidieron comprar una plaza disponible para que el equipo siguiése compitiendo en la segunda división, pero también resolvieron no renovar a Maffei (pese a no estar disconformes con la tarea deportiva realizada en su breve experiencia a cargo) cuando este les manifestó que ellos no desconocían su situación contractual con la selección de Panamá.
Luego de haber perdido su puesto en el club, Maffei también perdería el cargo como seleccionador de Panamá, cuando -según su versión de los hechos- los directivos panameños lo descartaron a último momento en pos de un entrenador que ofrecía acercar un patrocinador importante a la Federación si era contratado. Pese a la enorme frustración, el Loro prefirió pasar rápidamente la página y firmó un contrato para dirigir a los Correcaminos UAT Victoria durante la temporada 2005 de la liga mexicana, a los que dejó tras alcanzar la final de la Copa Independencia de ese año.

### Belgrano y Medio Oriente
Mientras tanto, en San Nicolás, ante la delicada situación en la tabla (penúltimo, en zona de descenso) Belgrano se quedaba sin técnico por la renuncia de Pablo Dastugue, quién había estado a cargo del equipo desde que Maffei se marchó. Los directivos quisieron repatriar al Loro pero esto ocurrió en el mismo momento en el que este se encontraba concentrado en su suerte en España. Belgrano fichó entonces a Eduardo Cadillac, pero su gestión no tuvo éxito y fue despedido seis meses después. Las condiciones estuvieron dadas para que, llamado de por medio, se concretara el regreso de Maffei a San Nicolás. Como el club no tenía los medios económicos para equiparar los contratos que Maffei podía encontrar en el exterior, llegó a un acuerdo con la dirigencia para firmar un contrato breve, hasta la finalización de la temporada entonces en curso.
Su regreso generó un enorme entusiasmo, volviéndose la noticia más importante en la ciudad, y el debut estuvo a la altura de las expectativas generadas: en San Nicolás, Belgrano derrotó 81-68 nada menos que a Atenas de Córdoba, segundo en la tabla y con una racha de siete victorias seguidas en su haber. Sin embargo, una seguidilla de cinco derrotas -algunas de ellas que tranquilamente pudieron haber sido triunfos (como contra River y Boca en San Nicolás)- complicaron aún más el panorama en la lucha por el descenso, una agonía que se alargó con triunfos en Mar del Plata frente a Quilmes y en Sunchales contra Libertad. Entre derrotas que se sucedían sobre el cierre de los partidos -y un susto final cuando debió esperar el resultado del clásico de Junín y confirmar la derrota de Argentino para lograr la permanencia, tras no haberle podido ganar a River- llegó finalmente la satisfacción del objetivo cumplido, aunque el sabor fue agridulce por la forma en que se logró.
Ante las dificultades económicas del club de cara a la temporada siguiente, Maffei prefirió no continuar en Belgrano y se marchó a dirigir a Arabia Saudita, donde agarró la conducción del club Al Ittihad de la ciudad de Jeddah. En su primera temporada al mando (2006/07), sus dirigidos lograron un "trébol", al quedarse con las tres competiciones domésticas del año: la Saudí Premier League, el Alnokhbah Championship y la copa Prince Faisal. Al mismo tiempo, en el plano internacional, su equipo llegó a la final del Arab Club Championship 2006 (disputado en la ciudad marroquí de Rabat), donde perdió el juego decisivo 75-99 ante Al Riyadi de Beirut (antes había derrotado al Al Kuwait Club y al RCA Casablanca en las fases previas). Mientras tanto, en la competencia FIBA más importante a nivel clubes de Asia del año (Asia Champions Cup, disputada en Kuwait), Al Ittihad alcanzó las semifinales pero cayó 83-86 contra los sirios de Al Jalaa y luego perdió también el partido por el tercer puesto.
La buena labor tuvo su recompensa y los dirigentes de la federación de básquet del Reino Árabe lo convocaron para dirigir a la selección nacional con la que alcanzó la final de la Copa de Naciones del Golfo del mismo año, en Catar. Fue derrota, pero igual clasificó a su equipo al torneo Preolímpico. El argentino Román "Chuzo" González, quién había sido fichado por el Al-Ittihad a pedido de Maffei (que ya lo había dirigido en Libertad), abandonó el equipo ni bien comenzó el año 2007, por no terminar de adaptarse al país. La segunda temporada al mando del club no fue fructífera, y no se renovó su contrato, pasando a firmar un convenio para entrenar al club ASU de la jordana ciudad de Amán. Tras unos meses, Maffei pondría fin a su periplo por medio oriente al rescindir su contrato y mudarse al Caribe, donde dirigiría al popular Club San Carlos de la República Dominicana.

### Caribe, tercera etapa en Belgrano y ascenso con Quilmes
San Carlos no obtuvo buenos resultados y Maffei fue despedido en agosto pero tuvo la ocasión de conseguir el puesto en otro destino paradisíaco de la región, al llegar a Cancún para dirigir a los Pioneros de la LNBP. Los resultados no se dieron rápidamente y el Loro no le encontró la vuelta a un equipo -que deambulaba por el fondo de la tabla cuando llegó la séptima derrota sobre diez partidos jugados y Maffei decidió poner punto final a su contrato, haciendo pública su renuncia en una carta abierta a la dirigencia.
Nuevamente surgió la posibilidad de volver a San Nicolás para entrenar a Belgrano, ante la renuncia de Ángel Cachari en diciembre de 2008. El equipo militaba en la segunda división y había clasificado para el TNA 1, la segunda fase del campeonato en donde se agrupaban los ocho primeros de la fase regular, pero no obtuvo buenos resultados y terminó último. Esto lo obligó a jugar una reclasificación contra Argentino de Junín (el mejor del TNA 2) que ganó para acceder a los cuartos de final de la competencia. El rival fue La Unión de Sunchales que, ganando una reñida serie por 3-2, puso fin al sueño de ascenso de Belgrano y a esta tercera etapa de Maffei a cargo de los nicoleños, ya que el Loro presentó su renuncia a mediados de abril de 2009 (pese a que su contrato lo ligaba al club hasta 2010).
Su destino fue Dubái, a donde se marchó para dirigir la plantilla del club Al Wasl pero allí tampoco se quedó mucho tiempo, ya que en marzo de 2010 viajó a Venezuela contratado por Bucaneros de la Guaira.[cita requerida] Apenas dos meses después, fue despedido por no haber podido revertir los malos resultados que traía el equipo y que él se había comprometido a cambiar. En junio del mismo año, Maffei asumió la conducción del club Quilmes de Mar del Plata para competir en la temporada 2010/2011 del TNA argentino. El plantel que se conformó lo integraron estos jugadores: Nicolás Ferreyra, Dragan Capitanich, Gregorio Eseverri, Mario Sepúlveda, Facundo Piñero, Phillip Hopson, Maximiliano Iturrioz, Pablo Espinoza, Leonardo Pomare, Ignacio Alessio, y Esteban López. 
Tras una fase regular con altibajos, en la que Quilmes finalizó en tercer lugar de su zona de ocho equipos y -luego- en la quinta ubicación de la tabla del TNA 1 (lo que lo condenaba a disputar la reclasificación para entrar al cuadro de campeonato), pocos indicios presagiaban que finalmente los marplatenses ganarían el campeonato, como finalmente ocurrió. Menos aún luego de lo que le costó ganar dicha serie reclasificatoria, contra Unión Progresista (12.º) (por un cerrado 3-2), y de confirmar que su rival en cuartos de final sería el Club Ciudad de Bragado, que le había ganado 3 de los 4 encuentros que disputaron durante la temporada regular. Sin embargo, Quilmes encontró su pico de rendimiento en la etapa decisiva del TNA y barrió 3-0 la serie (ganando dos juegos como visitante) y en semifinales superó 3-1 a Ciclista de Junín, que había sido el mejor equipo de la temporada. Y el mismo resultado tendría la serie final, cuando los marplatenses doblegaron a San Martín de Corrientes y se quedaron con el título y el correspondiente ascenso a la máxima categoría. El superlativo nivel del escolta Phillip Hopson, que llegó en la última parte de la temporada, fue señalado como el principal factor que influyó en el cambio que experimentó Quilmes en las últimas instancias del torneo.

### Nuevos desafíos en el exterior
Maffei continuó a cargo del equipo de cara a la siguiente temporada y solicitó el fichaje de su amigo y "jugador fetiche", Román Chuzo González, pero la historia terminó muy mal: desde el primer minuto González fue resistido por los simpatizantes de Quilmes por su pasado en Peñarol y, tras sus insípidos rendimientos en las primeras dos presentaciones (con derrota), durante la tercera jornada de torneo el jugador reaccionó violenta y escandalósamente hacia los espectadores que lo insultaron cuando fue reemplazado por Maffei, con quien también tuvo un intenso cruce de palabras a la vista de todo el estadio Once Unidos de la ciudad balnearia. Dada la situación, la dirigencia consideró que la permanencia de González en el club sería insostenible y el Loro dio el visto bueno para que se le recinda el contrato en medio del escándalo, que el jugador solo pudo justificar aduciendo que su mujer había sido agredida en la tribuna ese día y su auto violentado en el estacionamiento. El equipo continúo siendo golpeado por derrotas (más preocupantes por el pobre desempeño que por los resultados) y tras nueve caídas consecutivas, la comisión directiva soltó la mano de Maffei y lo despidió el 14 de noviembre.
Nuevamente, el entrenador escogió Medio Oriente para continuar con su carrera y rubricó en febrero de 2012 un convenio en Bahrain para dirigir a Manama Club hasta el final de la temporada en la isla, en mayo. Un año después, retomará la tarea contratado como entrenador de Leones de Santo Domingo (República Dominicana), pero fue despedido rápidamente. Obtiene el cargo de entrenador del Al Sadd de Catar en diciembre de 2013 y permanece en el cargo hasta mayo de 2014, cuando también le dan salida luego de perder la final de la liga local contra Al Gharafa. Tras la convocatoria de su amigo Ángel Cachari, se convirtió en el asistente del entrenador del Belgrano nicoleño por unos meses, hasta conseguir trabajo en el Club Atlético San Isidro de San Francisco (Córdoba), para dirigirlos en esa temporada del TNA. Tras una temporada en la que el equipo fue de menor a mayor y finalizó en 6.º lugar (eliminado en cuartos de final), la dirigencia decidió no renovarle el contrato.

### Regreso a la Argentina y actualidad
Tras otro año desempleado, se marcha en marzo de 2016 a Venezuela para dirigir a Marinos de Anzoategui pero es despedido tras dirigir tres partidos. Viajó luego a España para buscar club, y obtuvo una invitación para presenciar entrenamientos de la selección pero no consiguió trabajo allí, aunque sí en Argentina, donde volvió a dirigir en Liga Nacional al arreglar con Echagüe, recientemente ascendido a la primera división. El club no obtuvo su lugar en la Liga Nacional deportivamente sino que aprovechó una oportunidad de compra de una plaza disponible a último momento, cuando ya tenía armado un plantel con presupuesto de equipo de TNA.
En 2018 firmó como entrenador del principal equipo de Argentino de Junín para la Liga Nacional de Básquet. Tras un paso sin mucho éxito regresó a su ciudad, para nuevamente conducir al equipo de Belgrano en el Torneo Provincial de Clubes. Durante este nuevo paso por el equipo, dirigió a sus dos hijos: el menor, Renzo y Nicolás Maffei, que un par de años más tarde partieron rumbo a Europa para integrarse a un equipo del ascenso italiano.

## Trayectoria
| Club                      | País                 | Año       |
| ------------------------- | -------------------- | --------- |
| Belgrano                  | Argentina            | 1989-1999 |
| Libertad                  | Argentina            | 1999-2000 |
| Andino                    | Argentina            | 2001      |
| Toros de Aragua           | Venezuela            | 2002      |
| Fuerza Regia              | México               | 2002      |
| Ola Roja                  | México               | 2003      |
| Panamá                    | Panamá               | 2004      |
| Lobos UAC                 | México               | 2004      |
| Aguas de Calpe            | España               | 2005      |
| Correcaminos UAT Victoria | México               | 2005      |
| Belgrano                  | Argentina            | 2006      |
| Al-Ittihad                | Arabia Saudita       | 2006      |
| Arabia Saudita            | Arabia Saudita       | 2006-2007 |
| ASU Club                  | Jordania             | 2007      |
| San Carlos                | República Dominicana | 2008      |
| Pioneros de Quintana Roo  | México               | 2008      |
| Belgrano                  | Argentina            | 2008-2009 |
| Al Wasl                   | EAU                  | 2009-2010 |
| Bucaneros                 | Venezuela            | 2010      |
| Quilmes                   | Argentina            | 2010-2012 |
| Manama                    | Baréin               | 2012      |
| Leones de Santo Domingo   | República Dominicana | 2012      |
| Al-Saad                   | Catar                | 2013-2014 |
| San Isidro                | Argentina            | 2014-2015 |
| Marinos de Anzoátegui     | Venezuela            | 2016      |
| Echagüe                   | Argentina            | 2016-2017 |
| Argentino (Junín)         | Argentina            | 2018-2019 |
| Belgrano                  | Argentina            | 2019-2020 |
| Gallos de Aguascalientes  | México               | 2020      |
| Belgrano                  | Argentina            | 2022      |
| Marineros de Puerto Plata | República Dominicana | 2022      |
| Reales de La Vega         | República Dominicana | 2023-2025 |